# Thomas Michelsen
Thomas Michelsen (27 settembre 1970) è un ex calciatore norvegese, di ruolo centrocampista.

## Biografia
Ha un gemello, chiamato Anders, anch'egli calciatore professionista.

## Carriera

### Club
Michelsen debuttò nella Tippeligaen con la maglia del Lyn Oslo, sostituendo Knut Holte nella sconfitta casalinga per 0-1 contro il Rosenborg. Nel 1995 militò nelle file del Drøbak/Frogn.
L'anno seguente si trasferì allo Skeid, esordendo con questa maglia il 13 aprile 1996, nella sconfitta casalinga per 2-3 contro lo Strømsgodset. Il 21 luglio segnò la prima rete, nella vittoria per 0-3 sul campo del Bodø/Glimt.
Nel 1998 si trasferì al Moss, giocando il primo match con questa maglia il 19 luglio 1998, sostituendo Kenneth Løvlien nella vittoria per 3-0 sul Brann. Rimase in squadra anche l'anno successivo.